# カルレン・アシエシヴィリ
カルレン・アシエシヴィリ（グルジア語: კარლენ ასიეშვილი、Karlen Asieshvili、1987年4月21日 - ）は、ジョージアのラグビーユニオン選手。

## プロフィール
- ジョージア・チョックハタウリ出身[1]。
- ポジションはプロップ(PR)。
- 身長 181cm、体重 119kg
- ジョージア代表キャップは34（2025年4月現在）でワールドカップ2015のジョージア代表に選ばれた[2]。

## 略歴
オルテズ、オーリヤック、CAブリーヴを経て、2019年、ルーアンに加入。